# کمیته دائمی کنگره ملی خلق

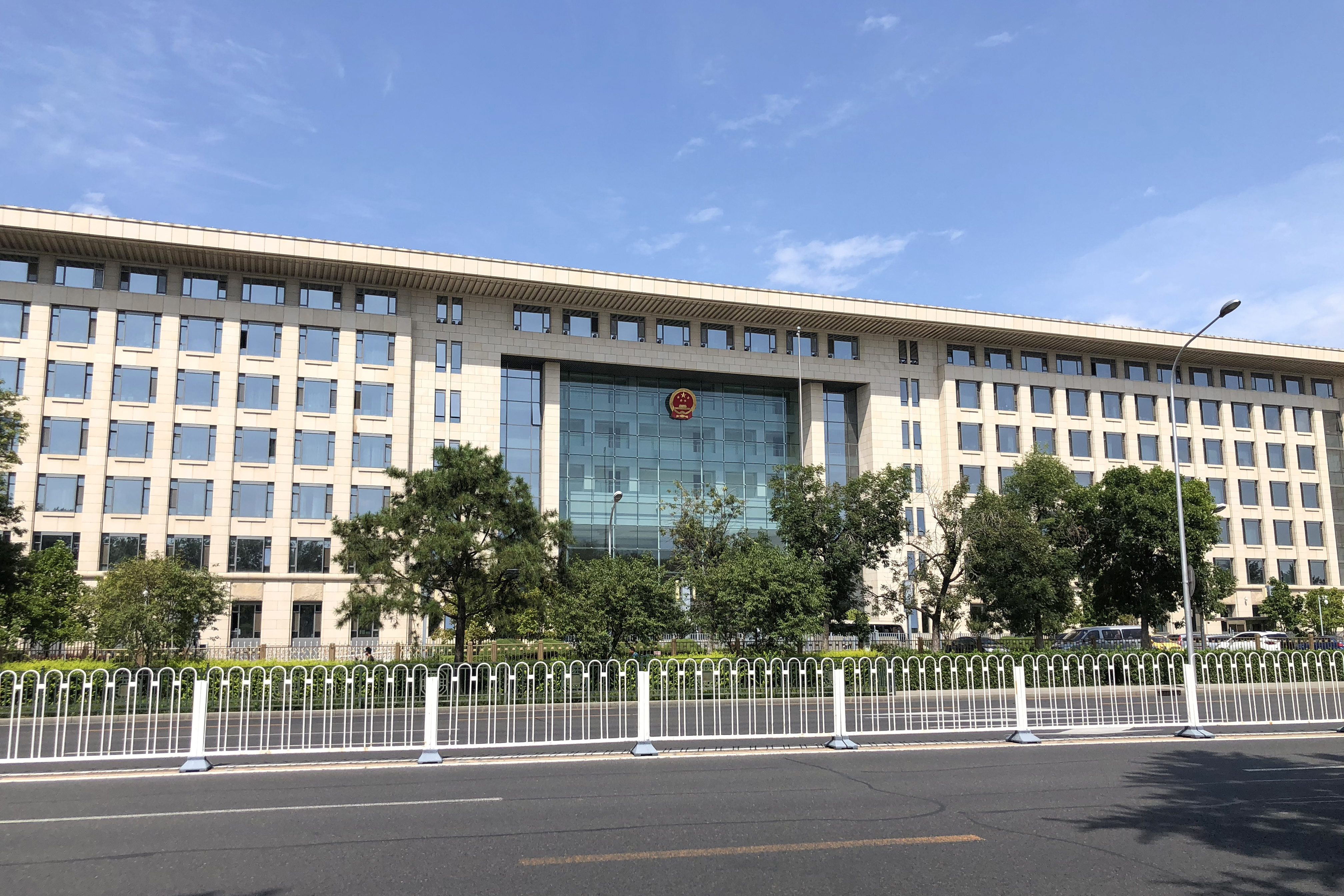
ساختمان کنگره ملی خلق

کمیته دائمی کنگره ملی خلق (چینی: 全国人民代表大会常务委员会) کمیته‌ای متشکل از ۱۵۰ نمایندهٔ کنگره ملی خلق جمهوری خلق چین است، که مابین کل اعضای کنگره، تشکیل جلسه می‌دهد. این نهاد دارای اقتدار مبتنی بر قانون اساسی برای اصلاح قوانین در محدوده تعیین شده از سوی کنگره است و بدین ترتیب به‌طور دو فاکتو به عنوان یک نهاد تقنینی فعالیت می‌کند. این نهاد را یک رئیس، که قانونگذار ارشد چین است، و عموماً در نظام رتبه‌بندی سیاسی چین پس از دبیرکل حزب کمونیست چین و نخست‌وزیر جمهوری خلق چین در رتبهٔ سوم قرار دارد رهبری می‌کند. رئیس کنونی لی جان شو است.
کمیته دائمی کنگره ملی خلق متشکل از حدود ۱۸۰ تن از اعضای کنگره ملی خلق است. کنگره ملی خلق که نزدیک به سه هزار عضو دارد نقش پارلمان را جمهوری خلق چین ایفا می‌کند. این نهاد که اعضای آن عضو یا مورد تأیید حزب کمونیست چین هستند سالی یک بار برای چند روز تشکیل جلسه می‌دهد و پس از شنیدن گزارش‌های اصلی مقامات ارشد دولتی و تصویب لوایح عمده ای که دولت خواستار تصویب آنهاست، کار آن پایان می‌یابد. در بقیه طول سال وظیفه کمیته دائمی کنگره ملی خلق نقش قوه مقننه در مشورت و عموماً تأیید لوایح دولت را ایفا می‌کند. از آنجا که طرح‌ها و برنامه‌های ارائه شده توسط دولت به کنگره ملی خلق پیشتر به تأیید رهبری این کشور رسیده، اعضای کنگره همیشه به این لوایح و برنامه‌ها رای مثبت می‌دهند.